# The Doctor's Carriage
The Doctor's Carriage er en amerikansk stumfilm fra 1910.